# Филип II фон Вирнебург
Филип II фон Вирнебург (на немски: Philipp II von Virneburg; * пр. 1466; † между 23 януари 1522 и 9 май 1525) е граф на Вирнебург (1459 – 1517) и Нойенар, господар на Зафенберг, Нойенар и Зомбрефе.

## Произход
Той е големият син на граф Рупрехт VI фон Вирнебург († 1459) и съпругата му Маргарета дьо Зомбреф († сл. 1458), дъщеря на Жак III фон Марбайз-Зомбреф († 1420/1426/1431) и Жана де Крой. Брат е на Рупрехт (* пр. 1476; † 8 април 1513, Прюм), абат в Прюм (1476).
Майка му се омъжва втори път за Гилес фон Бранденбург († сл. 1500).

## Фамилия
Първи брак: пр. 1461 г. с Йохана фон Хорн († 1 януари – 2 август 1479), дъщеря на граф Якоб I фон Хорн († 1488) и Йохана фон Мьорс († 1461). Те нямат деца.
Втори брак: на 2 август 1479 г. в Браунфелс с Валпургис фон Золмс-Лих (* ок. 1461; † 1499), дъщеря на граф Куно фон Золмс-Лих († 1477) и Валпургис фон Даун-Кирбург († 1493). Те имат 4 сина:
- Филип III фон Вирнебург († 1534), граф на Вирнебург (1444 – 1459) и Нойенар, господар на Зафенберг, Нойенар, Монреал, Гелсдорф и Пелентц, женен I. 1513 г. за Мария-Анна фон Егмонт († 1517), II. 1526/1528 г. за Отилия (Одилия) фон Марк († 1558). Няма деца.
- Куно/Конрад († 28 декември 1545/14 февруари 1546), граф на Вирнебург, от 1534 г. граф на Нойенар, господар на Зомбрефе и Зафенберг, женен 1526 г. за Жосина фон Марк († 1546). Няма деца.
- Вилхелм († 1525, домхер в Трир (1514), катедрален кантор в Трир (1519), катедрален схоластикус в Трир (1523)
- Йохан († 1525/1526, каноник в Бон, убит в битка), домхер в Трир (1514), катедрален кантор в Трир (1519), катедрален с холастикус в Трир (1523)